# Hesperocharis anguitia
Hesperocharis anguitia is een vlindersoort uit de familie van de Pieridae (witjes), onderfamilie Pierinae.
Hesperocharis anguitia werd in 1819 beschreven door Godart.